# Habrodesmus huallagae
Habrodesmus huallagae är en mångfotingart som beskrevs av Chamberlin 1955. Habrodesmus huallagae ingår i släktet Habrodesmus och familjen orangeridubbelfotingar. Inga underarter finns listade i Catalogue of Life.